# هیوندای نوویس
هیوندای نوویس (انگلیسی: Hyundai Nuvis) یک خودروی مفهومی کراس اوور ساخت شرکت هیوندای است که در سال ۲۰۰۹ توسط هیوندای در نمایشگاه خودروی نیویورک رونمایی شد.

## مشخصات فنی
این خودرو از از دو موتور برقی و بنزینی ۲.۴ لیتری بهره می‌برد که ۲۲۸ اسب بخار تولید می‌کند.
قدرت موتورهای این خودرو توسط یک جعبه دنده ۶ سرعته اتوماتیک به چرخ‌ها منتقل می‌شود.

## نگارخانه

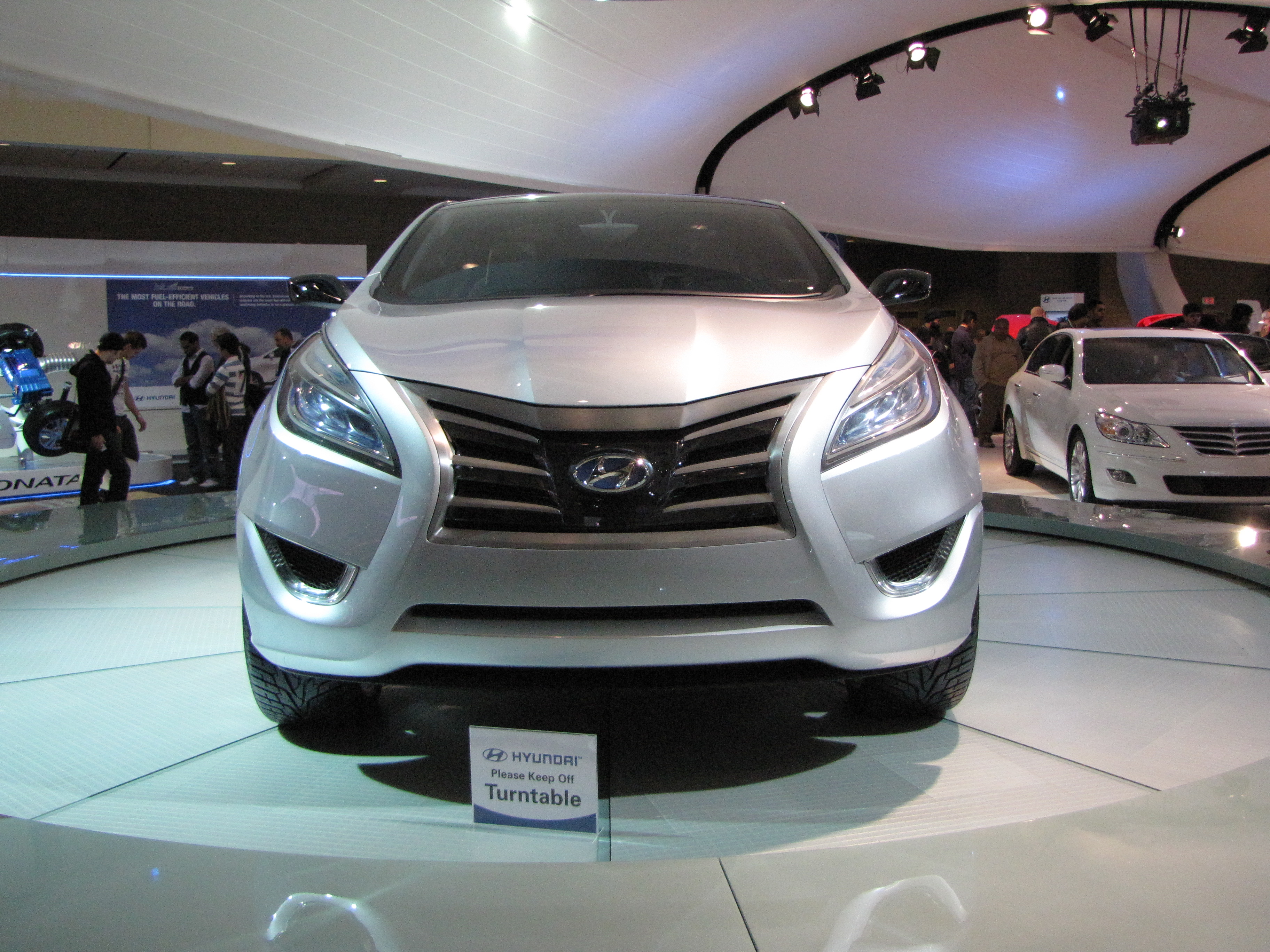
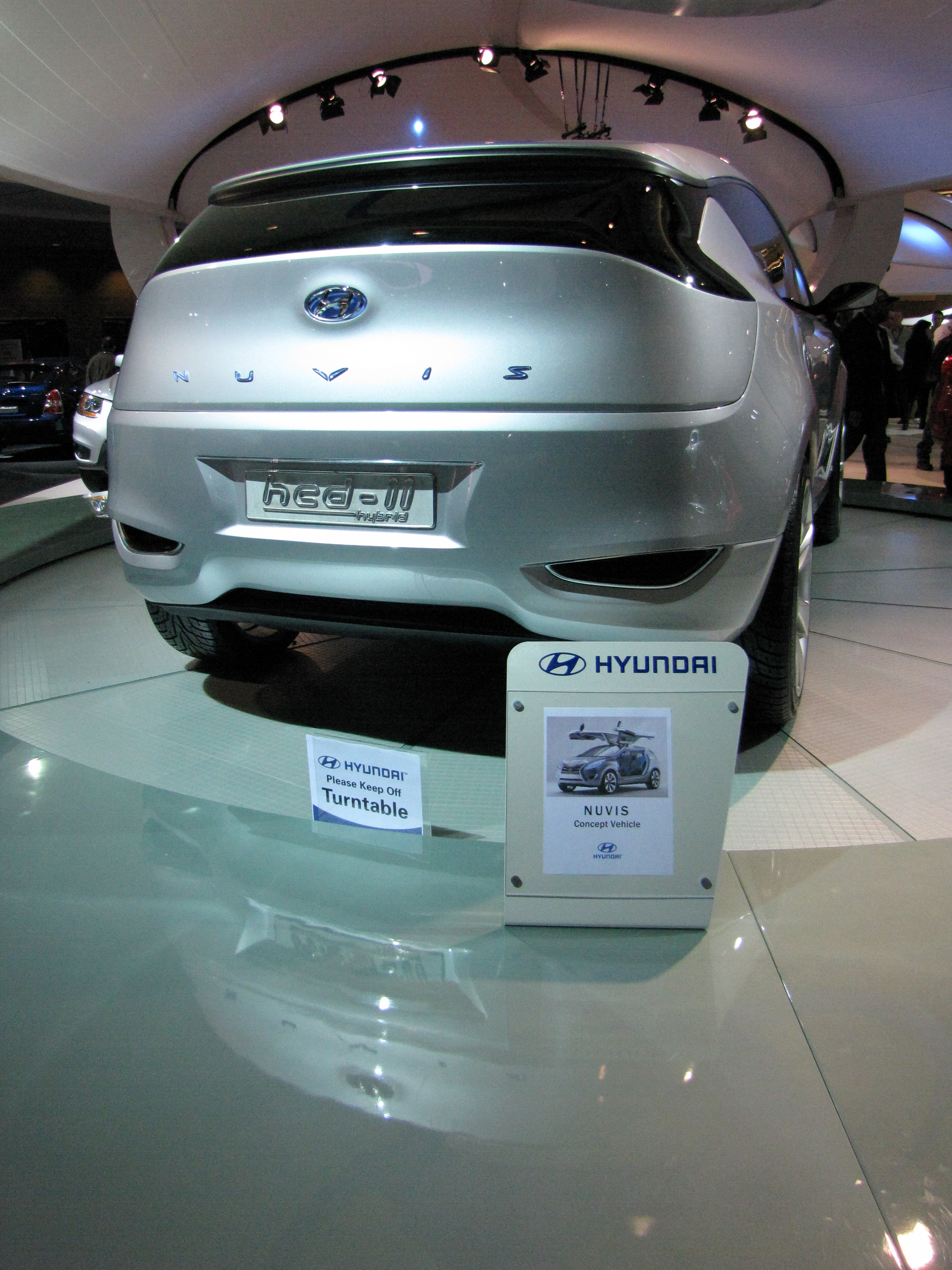
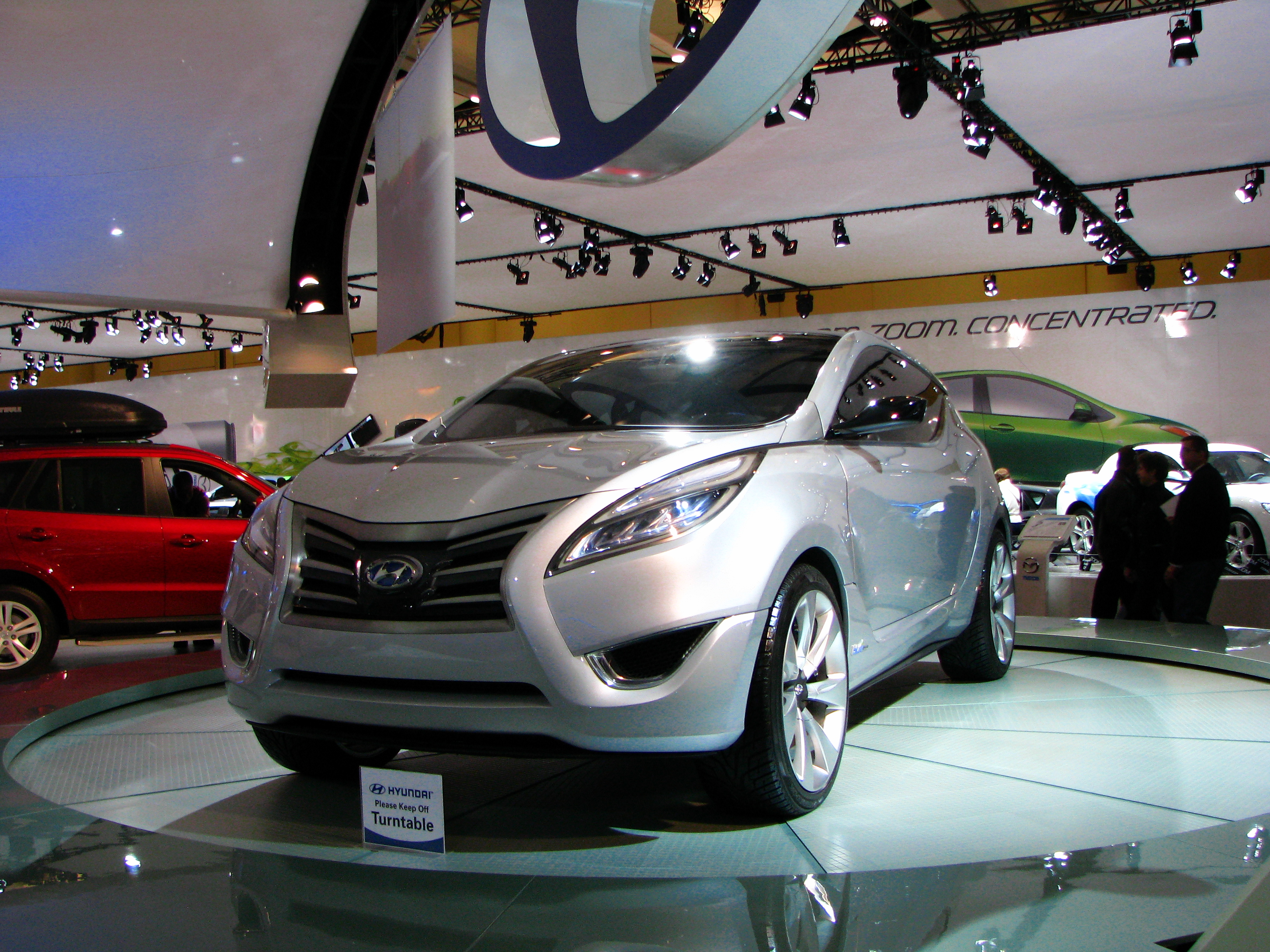
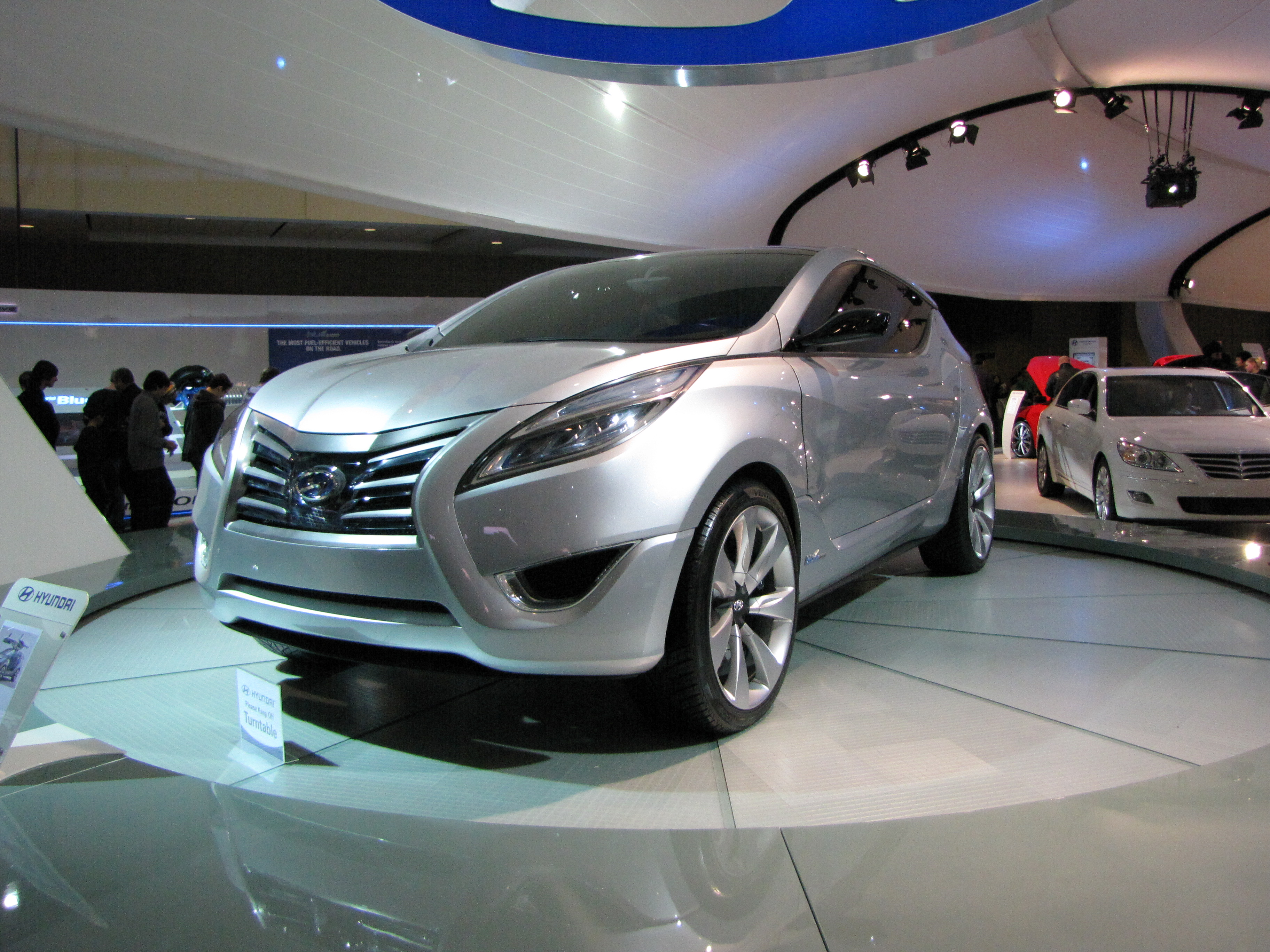